# Salenstein
Salenstein, im Ortsdialekt Saleschte [ˈsaləʃtə], ist eine politische Gemeinde und eine Ortschaft im Bezirk Kreuzlingen des Schweizer Kantons Thurgau.
1816 bis 1979 bildeten die Ortsgemeinden Fruthwilen, Mannenbach und Salenstein die Munizipalgemeinde Salenstein, 1979 schloss sich die Munizipalgemeinde Salenstein mit ihren Ortsgemeinden zur Einheitsgemeinde Salenstein zusammen.

## Geographie
Die politische Gemeinde Salenstein liegt am Südufer des Untersees gegenüber der Insel Reichenau und besteht aus den Dörfern Salenstein, Mannenbach und Fruthwilen. Das Dorf Salenstein liegt auf einer Terrasse des Seerückens zwischen Berlingen und Ermatingen.

## Namensherkunft
Die erste Erwähnung des Namens Salenstein stammt von 1092. Der Name Salenstein wird von der Forschung auf verschiedene Arten gedeutet.
Die althochdeutschen Wörter salo (schmutzig, trübe, dunkel) und stein (Stein, Felsen, Burg) bedeuten «beim dunkelfarbigen Stein» oder «bei der dunkelfarbigen Burg». Er dürfte sich auf den grauen Sandstein beziehen, auf dem die obere Burg gebaut wurde.
Eine andere Interpretation beruft sich auf das alte Wort Salen für Weiden, wie das im Namen und Wappen der Ortsgemeinde Salen-Reutenen noch ersichtlich ist.

## Geschichte

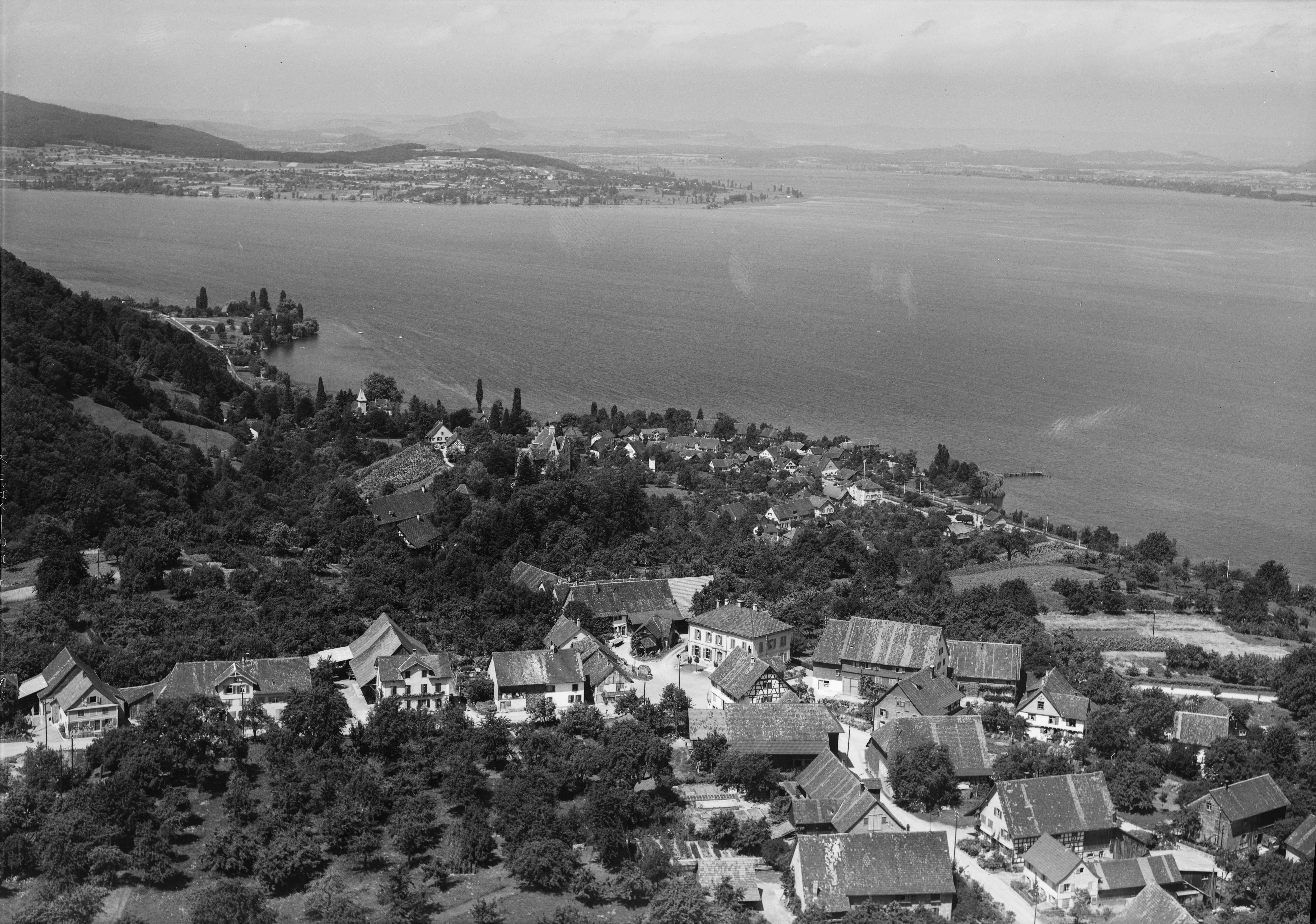
Im Vordergrund Salenstein, am Bodenseeufer Mannenbach; 1954

In Salenstein finden sich drei Grabhügel aus der Hallstattzeit. Im 11. Jahrhundert wurden die beiden Burgen Burg Salenstein errichtet, die wie die jüngeren Burgen Sandegg und Riederen  von Ministerialen der Abtei Reichenau bewohnt war. Seit je gehörten die wichtigsten Grund- und Herrschaftsrechte dem Kloster, das auch die niedere Gerichtsbarkeit ausübte. 1483 entstand eine Offnung.
1798 wurde das reichenauische Niedergericht aufgehoben und durch ein Distriktsgericht helvetischer Einheitsordnung ersetzt.
1401 begründete die Adlige Klara von Breitenstein im Götschenholz das Beginenhaus Blümlistobel . Vor 1520 wurde im kleinen Kloster die Augustinerregel eingeführt, 1534 brannte das Gebäude nieder und wurde 1537 neu erstellt. Die letzte Schwester bewohnte Blümlistobel bis 1545 und trat dieses dann gegen ein Leibgeding (Nutzniessungsrecht) an das Kloster Reichenau ab. Kirchlich teilte das ab 1529 mehrheitlich reformierte Salenstein das Schicksal von Ermatingen, zu dessen Kirchgemeinde und Pfarrei es gehört.
In der frühen Neuzeit verschuldete sich Salenstein, worauf es mehrmals um Kredit nachsuchen und 1573 als Sicherheit seinen Allmendwald einsetzen musste. Dank des milden Klimas wurden Reben, Obstkulturen (Kirschen) und Gärten angelegt. Um 1750 entwickelte sich eine Heimindustrie (Weber und Stricker). 1817 erwarb Hortense, die Adoptivtochter Napoleons I., das Schloss Arenenberg und gestaltete dieses zur Exilresidenz um. Salenstein ist aufgrund der bevorzugten Wohnlage eine wohlhabende bzw. eine der steuergünstigsten Gemeinde des Kantons. 1798 bis 2010 gehörte Salenstein zum Bezirk Steckborn.
→ siehe auch Abschnitt Geschichte im Artikel Fruthwilen

→ siehe auch Abschnitt Geschichte im Artikel Mannenbach

## Wappen
Blasonierung: Gespalten von Gelb und Weiss, belegt mit blauem Zehnberg.
Das Wappen stammt von den Herren von Salenstein. Nach der Bildung der Einheitsgemeinde Salenstein 1979 wurde das Wappen der Ortsgemeinde Salenstein von der neuen Gemeinde übernommen.

## Bevölkerung
| Hier fehlt eine Grafik, die leider im Moment aus technischen Gründen nicht angezeigt werden kann. Wir arbeiten daran! |

|                   | 1850  | 1900  | 1950  | 1970  | 1980   | 2000   | 2010   | 2018   |
| ----------------- | ----- | ----- | ----- | ----- | ------ | ------ | ------ | ------ |
| Einheitsgemeinde  |       |       |       |       | 882    | 1108   | 1278   | 1318   |
| Munizipalgemeinde | 890   | 782   | 850   | 876   |        |        |        |        |
| Ortsgemeinde      | 459   | 380   | 396   | 459   |        |        |        |        |
| Quelle            | [ 7 ] | [ 7 ] | [ 7 ] | [ 7 ] | [ 12 ] | [ 12 ] | [ 12 ] | [ 12 ] |

Von den insgesamt 1318 Einwohnern der Gemeinde Salenstein im Jahr 2018 waren 361 bzw. 27,4 % ausländische Staatsbürger. 511 (38,8 %) waren evangelisch-reformiert und 358 (27,2 %) römisch-katholisch. Die Ortschaft Salenstein zählte zu diesem Zeitpunkt 493 Bewohner.

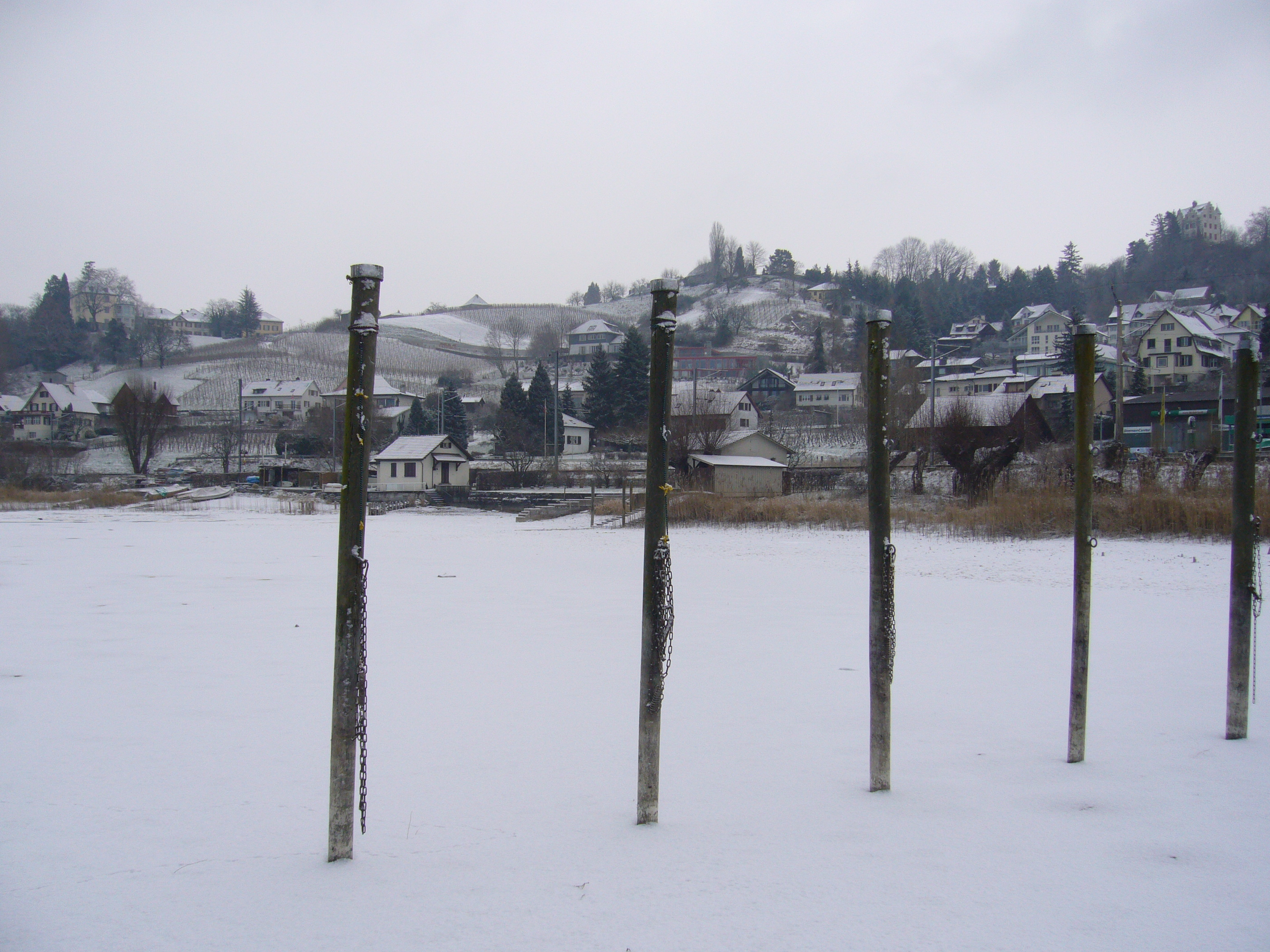
Links Arenenberg, rechts aussen Schloss Salenstein

## Wirtschaft
Im Jahr 2016 bot Salenstein 308 Personen Arbeit (umgerechnet auf Vollzeitstellen). Davon waren 9,5 % in der Land- und Forstwirtschaft, 13,6 % in Industrie, Gewerbe und Bau sowie 76,9 % im Dienstleistungssektor tätig.

## Sehenswürdigkeiten
Das Dorf Mannenbach-Salenstein ist im Inventar der schützenswerten Ortsbilder der Schweiz aufgelistet.
Auf dem Gemeindegebiet gibt es heute noch fünf Schlösser. Das sechste, Schloss Sandegg, brannte 1833 ab. Das siebente, die Burg Unter-Salenstein (am Standort des Bauernhauses Hinderburg), war bereits im 16. Jahrhundert nur noch eine Ruine. Die übrigen Schlösser sind Arenenberg, Eugensberg und das obere Salenstein, sowie Schloss Louisenberg im Ortsteil Mannenbach und Schloss Hubberg im Ortsteil Fruthwilen.

## Bilder

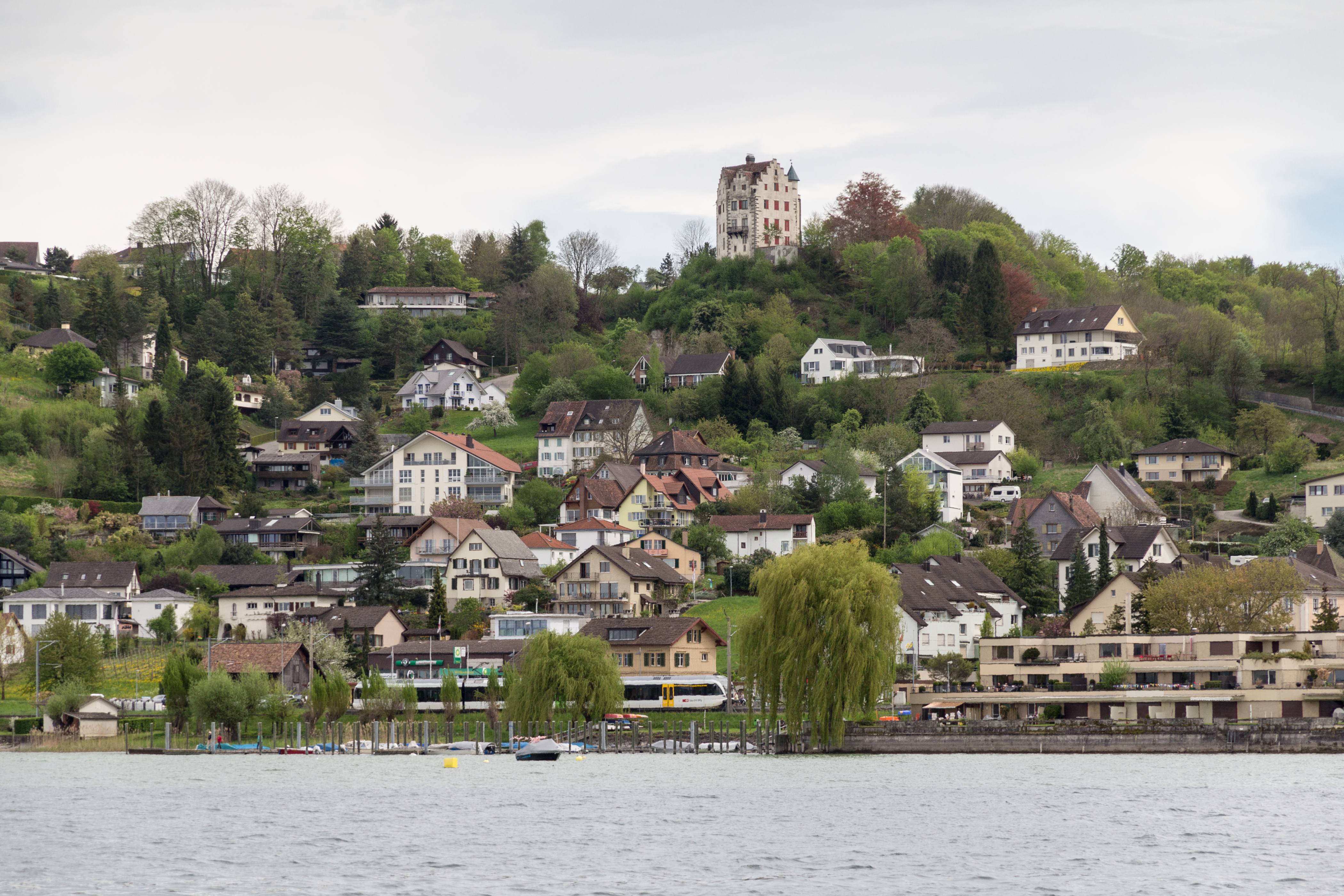
Blick auf Mannenbach und Schloss Salenstein
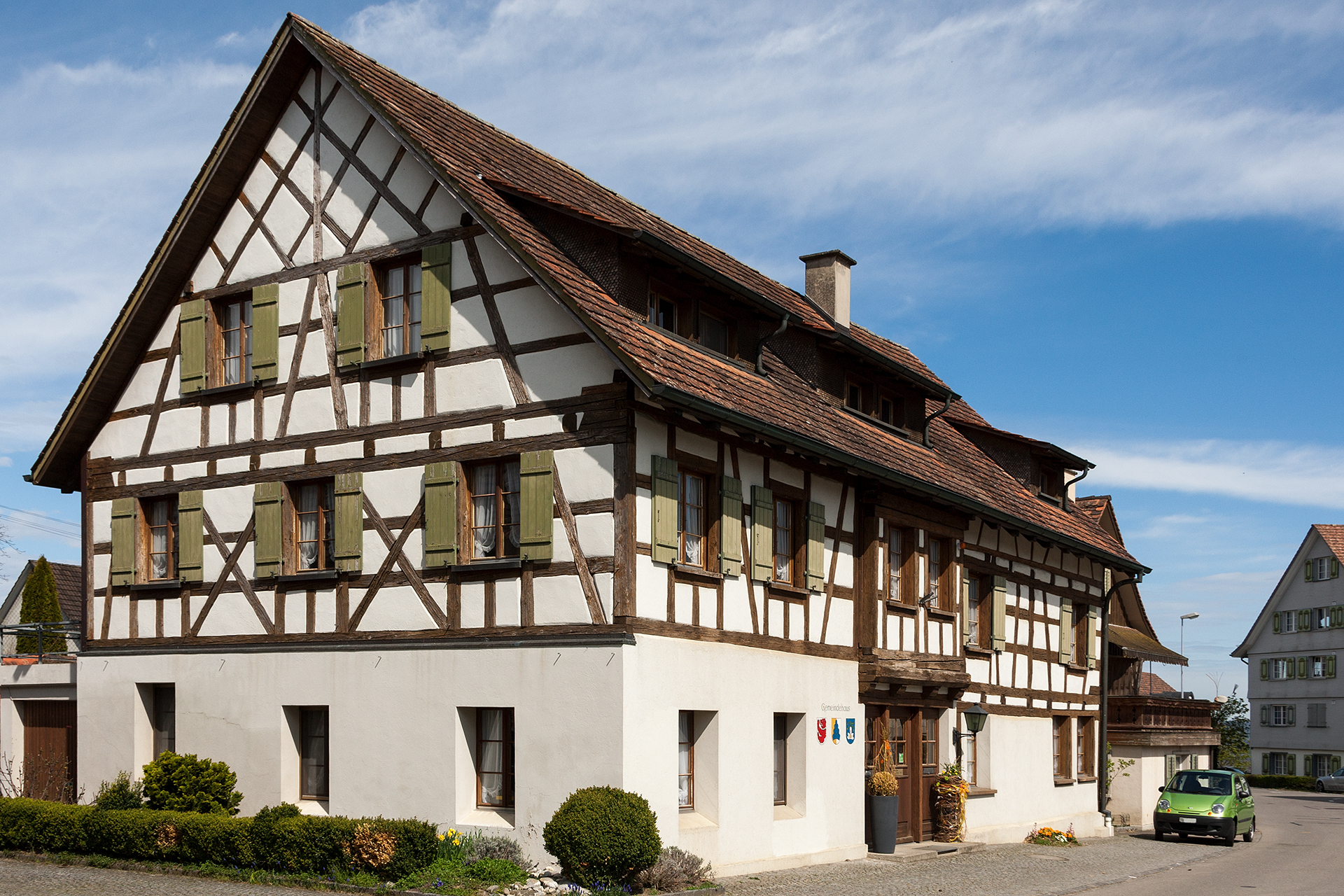
Gemeindehaus
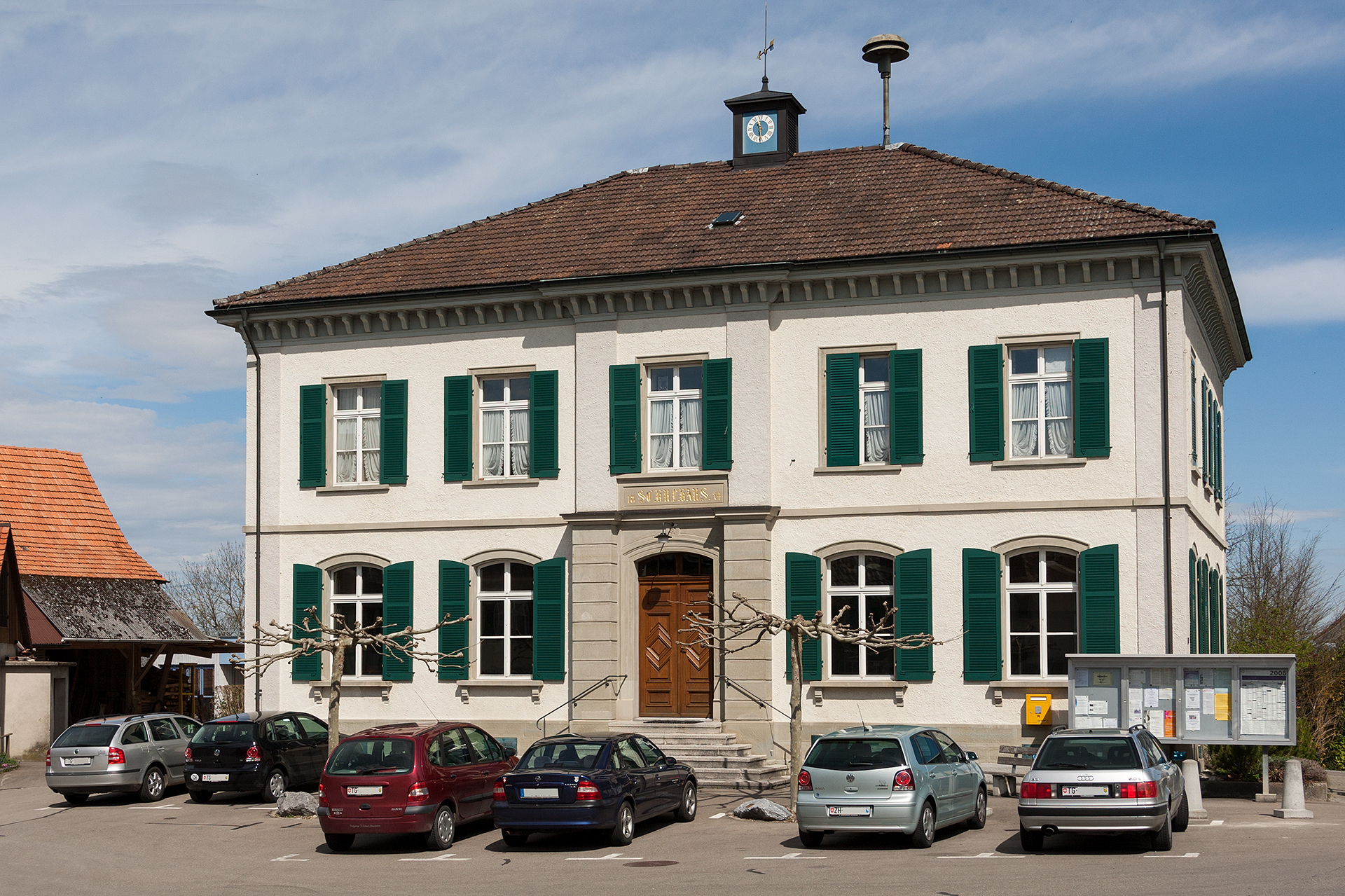
Altes Schulhaus
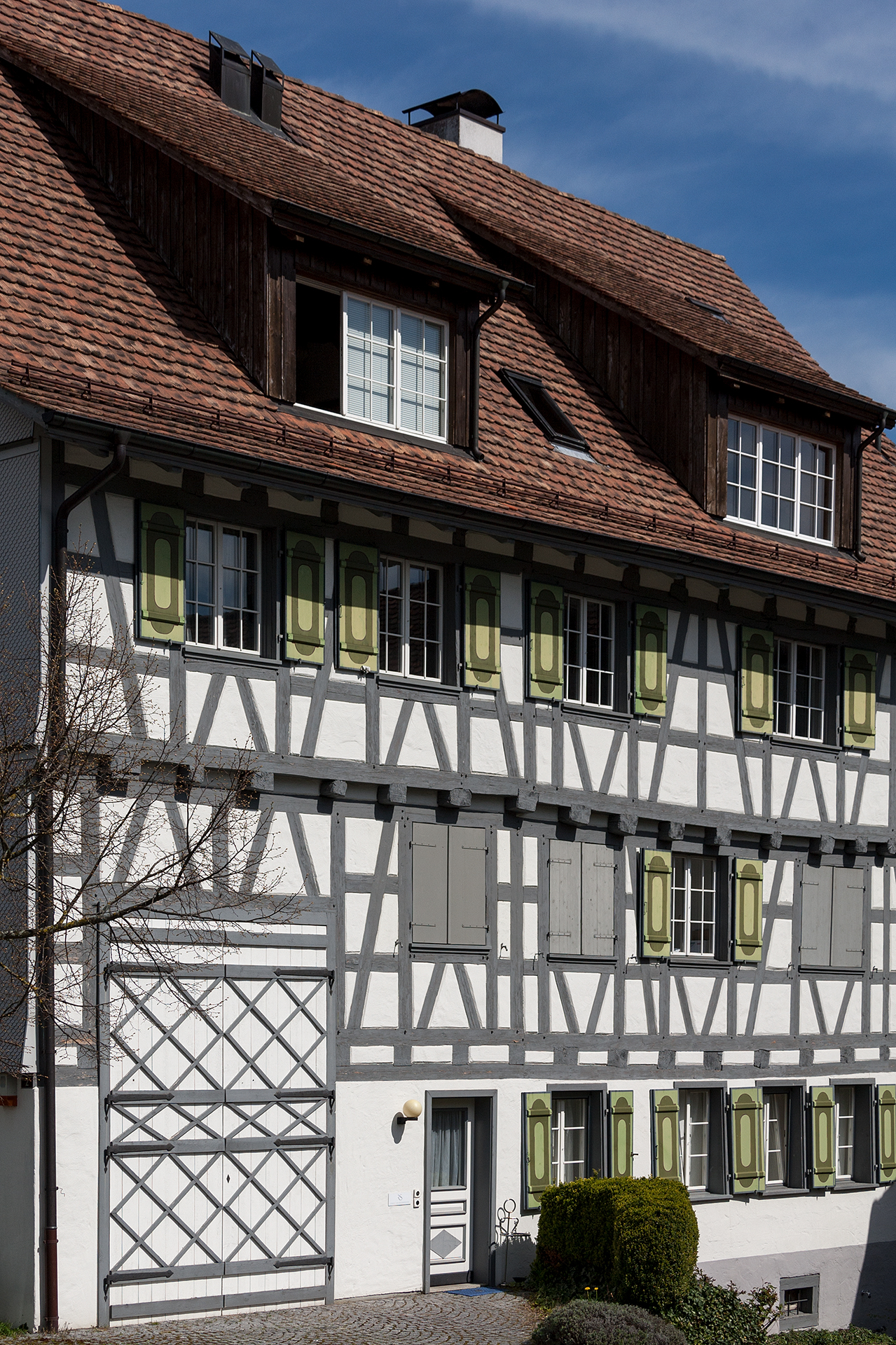
Riegelbau
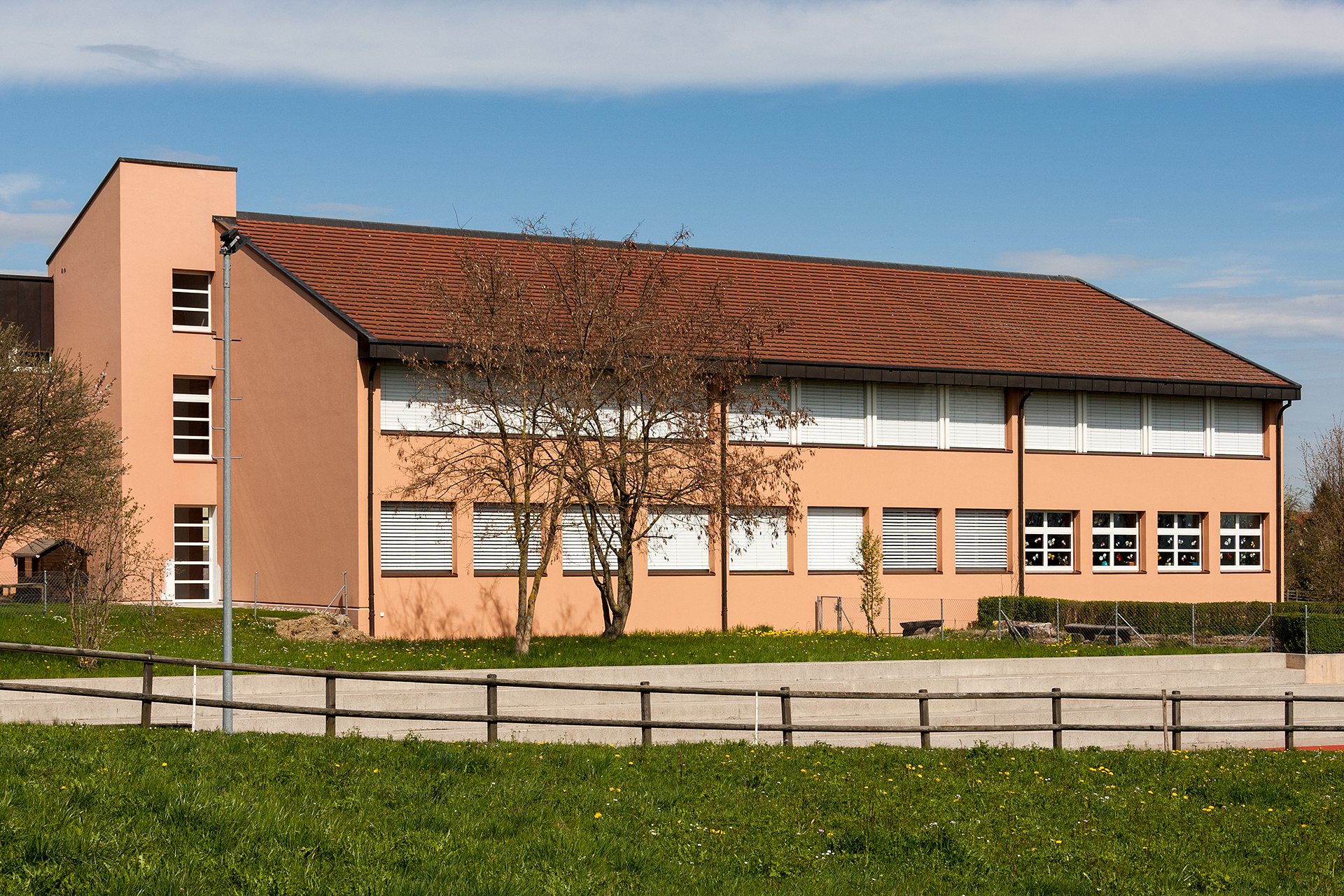
Schulhaus
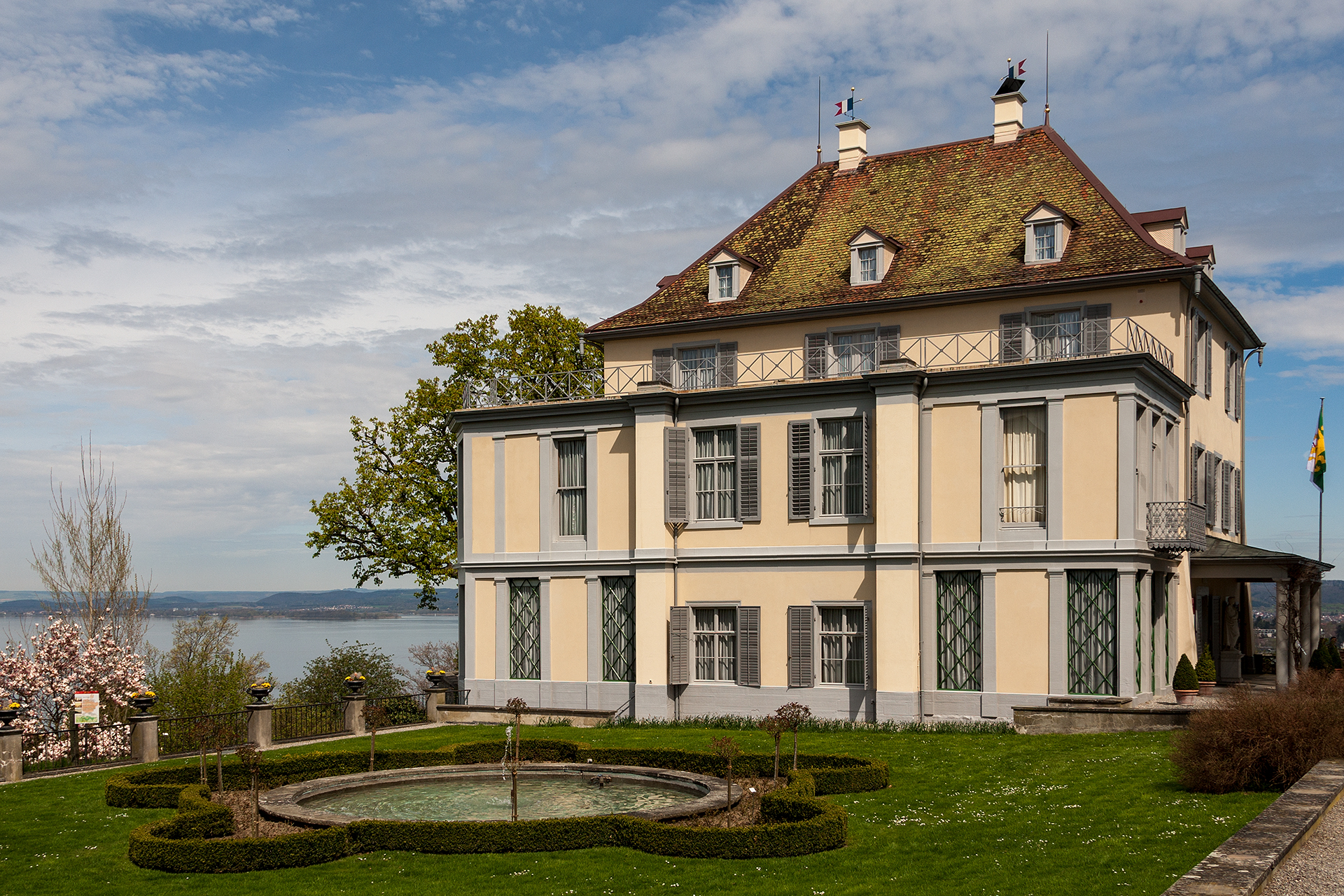
Schloss Arenenberg

## Persönlichkeiten
- Eugène de Beauharnais (1781–1824), Sohn von Napoleon Bonaparte, liess das Schloss Eugensberg errichten
- Hortense de Beauharnais (1783–1837), Königin von Holland
- Napoleon III. (1808–1873), französischer Staatspräsident von 1848 bis 1852 und Kaiser der Franzosen von 1852 bis 1870
- Eugénie de Montijo (1826–1920), Ehefrau Napoléons III. und von 1853 bis 1870 Kaiserin der Franzosen
- Alexander von Herder (1826–?), sachsen-weimarischer Kammerherr, Enkel von Johann Gottfried Herder und Eigentümer des Schlosses Salenstein ab 1869
- Paul Ilg (1875–1957), Schweizer Schriftsteller
- Ferdinand Hardekopf (1876–1954), deutscher Schriftsteller, lebte um 1912 in Mannenbach und Salenstein
- René Schickele (1883–1940), deutsch-französischer Schriftsteller, lebte von 1911 bis 1916 in Salenstein
- Anneliese Rothenberger (1924–2010), lebte in Salenstein[14]
- Rolf Erb (1951–2017), Schweizer Unternehmer und verurteilter Betrüger, lebte bis zu seinem Tod in Salenstein auf Schloss Eugensberg
- Ruth Maria Kubitschek (1931–2024), deutsche Schauspielerin, lebte in Salenstein
- Pierre Kaffer (* 1976), deutscher Autorennfahrer
- Mattias Ekström (* 1978), schwedischer Autorennfahrer (DTM)
- Tony Martin (* 1985), deutscher Radrennfahrer und mehrfacher Weltmeister im Einzelzeitfahren, lebt in Mannenbach